# Webb, Alabama
Webb är en kommun (town) i Houston County i Alabama. Orten har fått namn efter grundaren B.F. Webb. Vid 2010 års folkräkning hade Webb 1 430 invånare.